# Wangerooge
Wangerooge község és sziget Németországban, azon belül Alsó-Szászország tartományban. Lakosainak száma 1217 fő (2023. december 31.).

## Fekvése
A Kelet-Fríz szigetcsoport legkeletibb tagja. Megközelíthető Wilhelmshavenből és Bremerhavenből is.

## Leírása
A 250 lakosú fürdő- és gyógyhely, melynek fürdőiben melegített tengervizet használnak. Hajójárat köti össze Carolinensiellel. Madárvédelmi ővezet.

## Itt születtek, itt éltek
- Wangeroogéből származik Max Geysenheyner publicista (1884-1959), aki 1929-ben megjelent "Zeppelin gróffal a világ körül" című riportsorozatával vált ismertté.

## Galéria

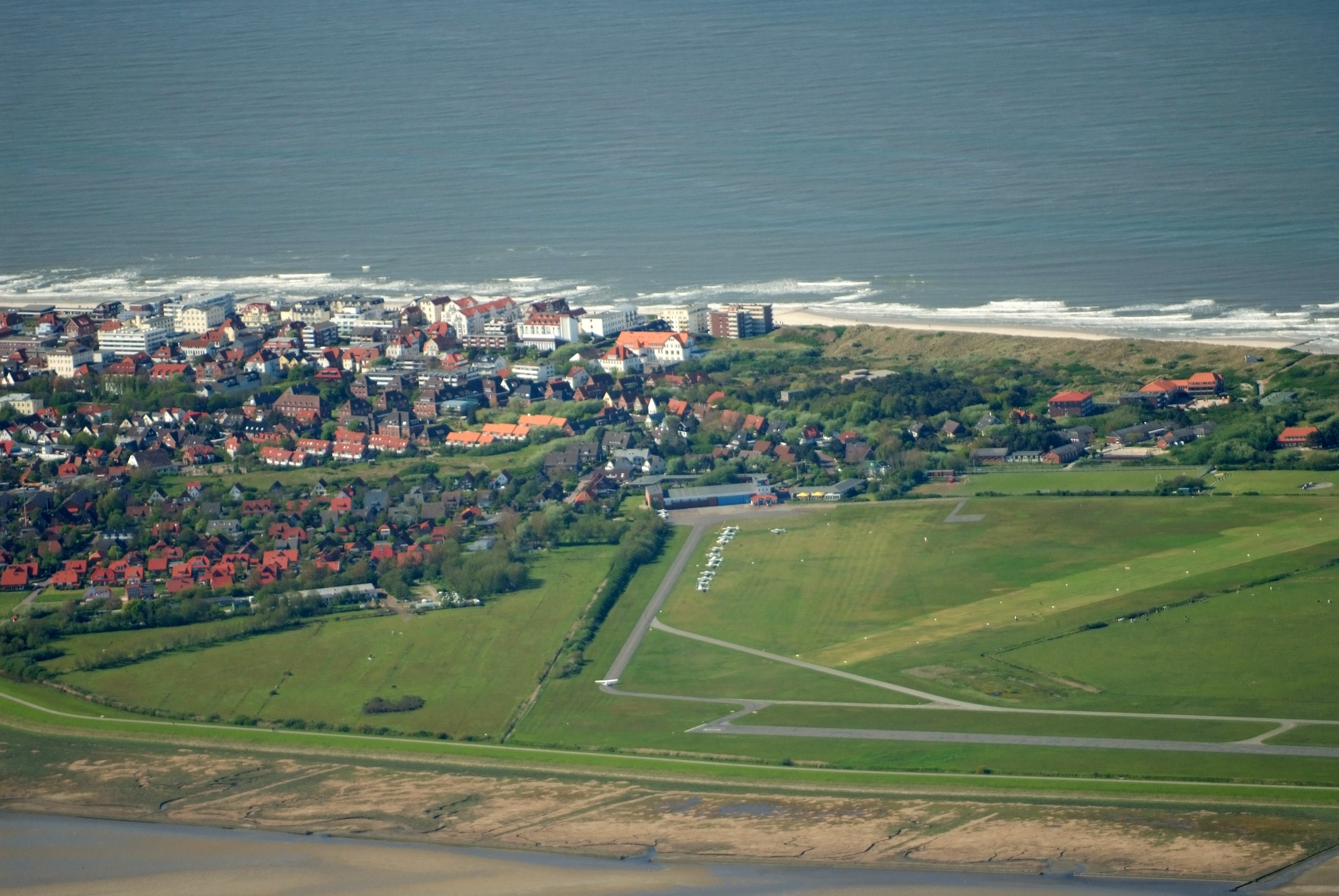
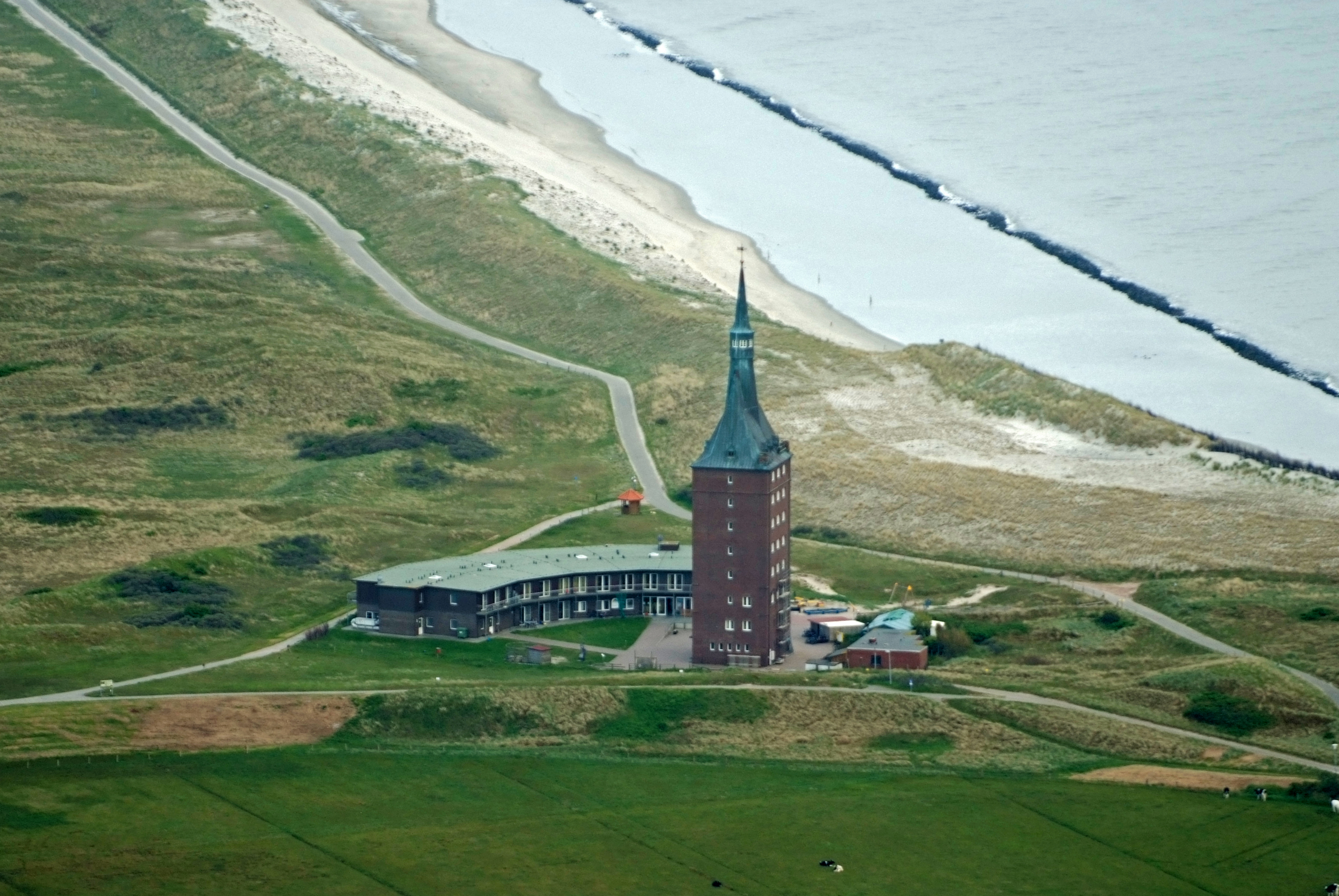
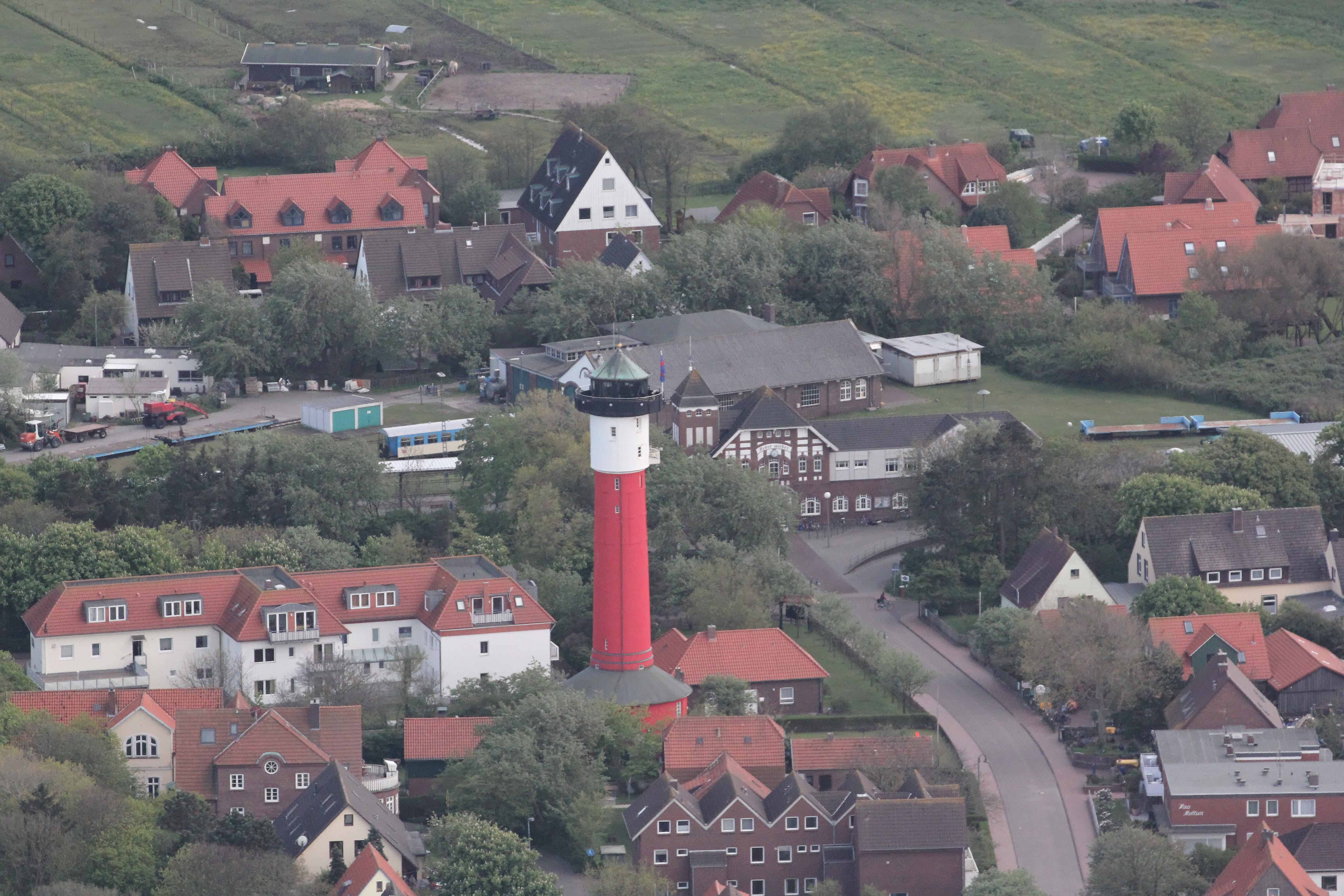
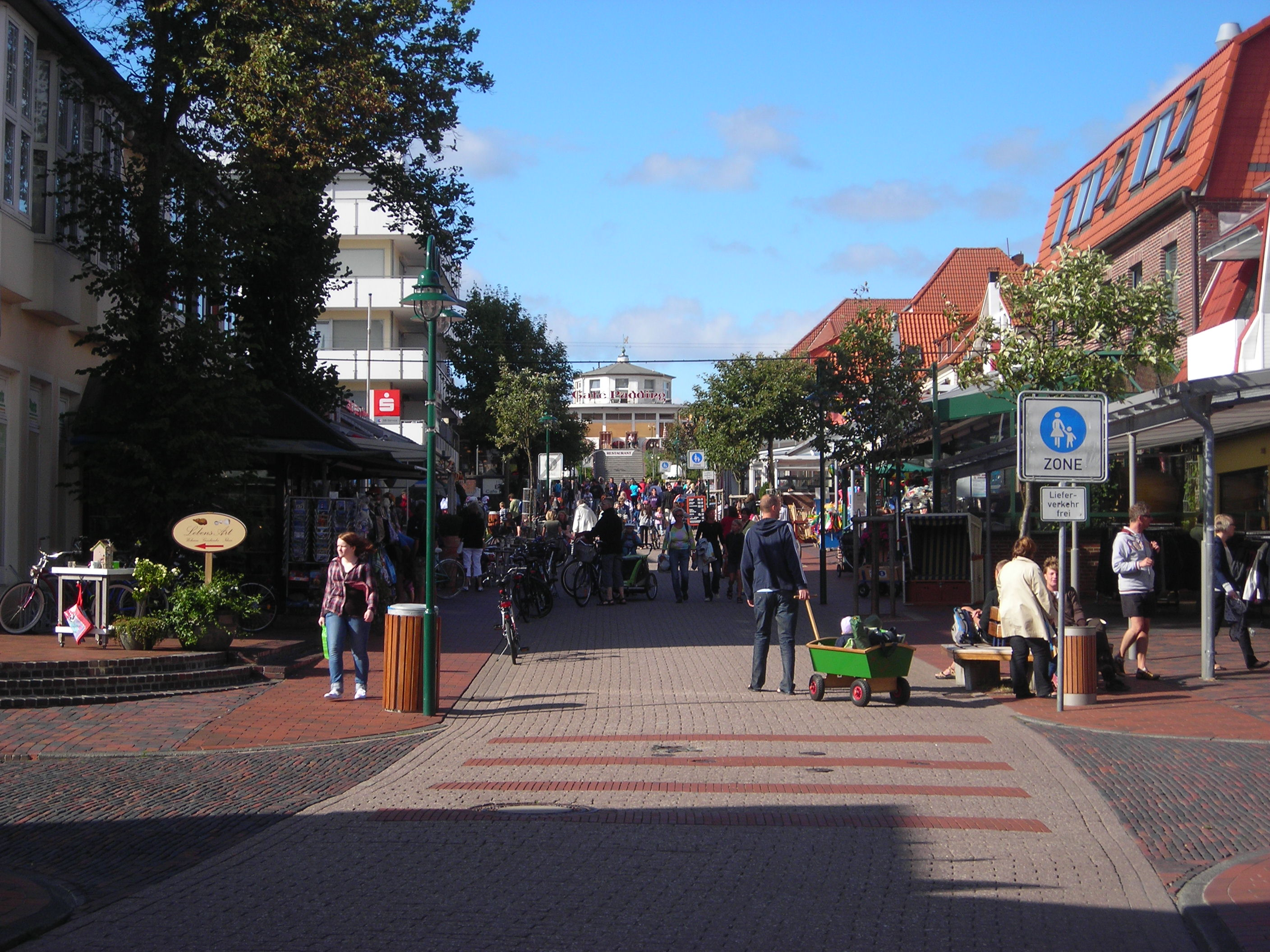
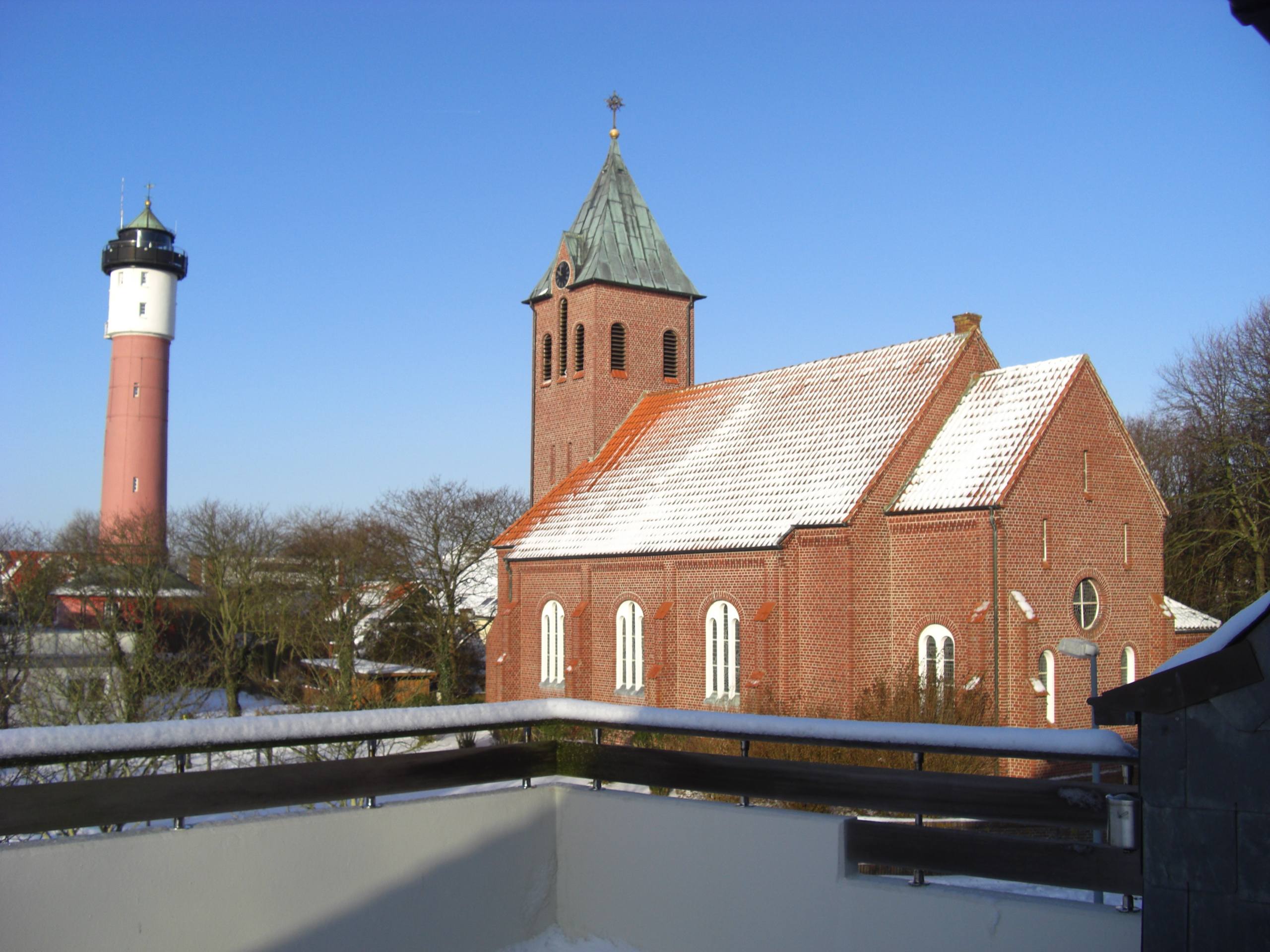
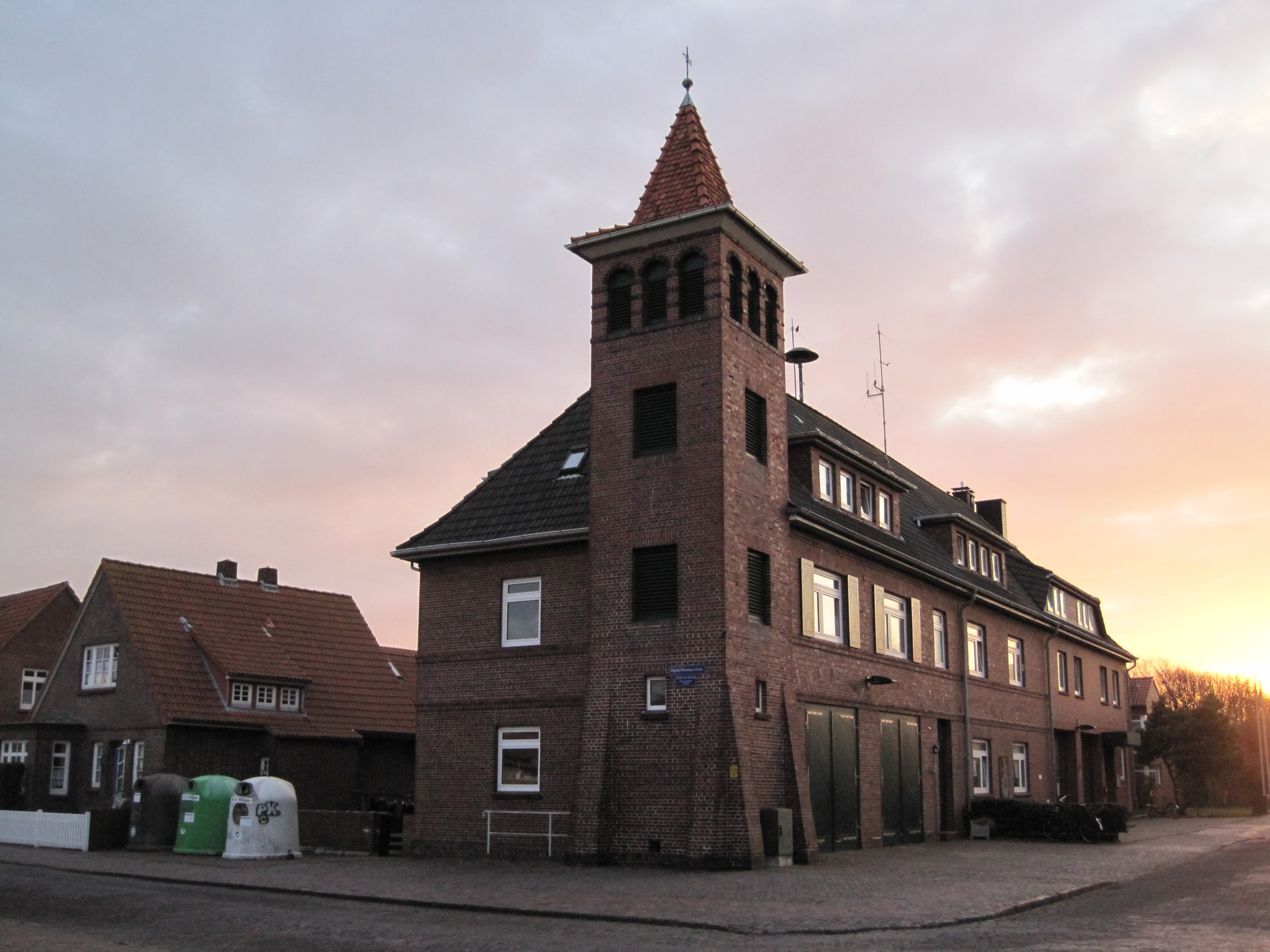
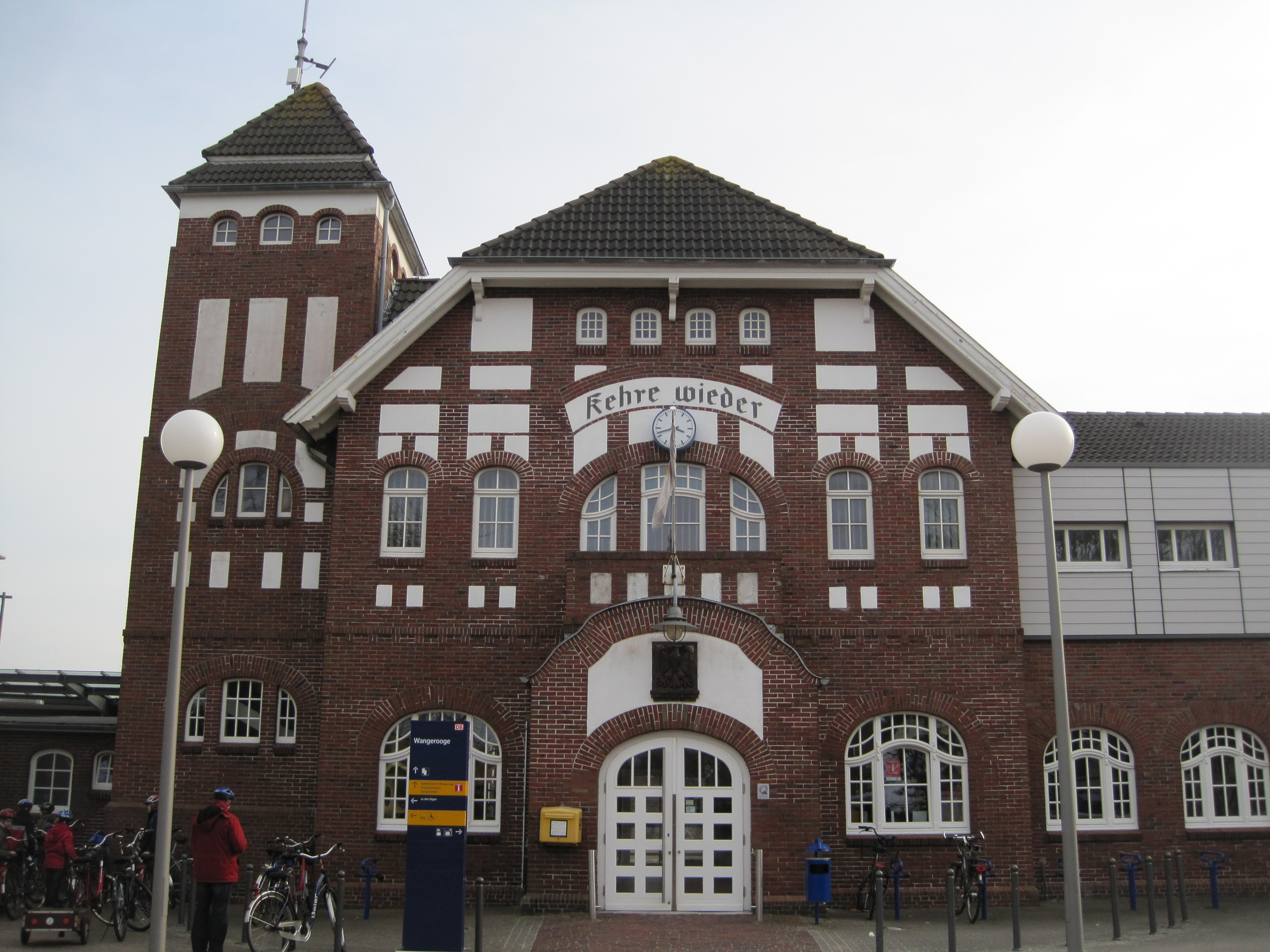
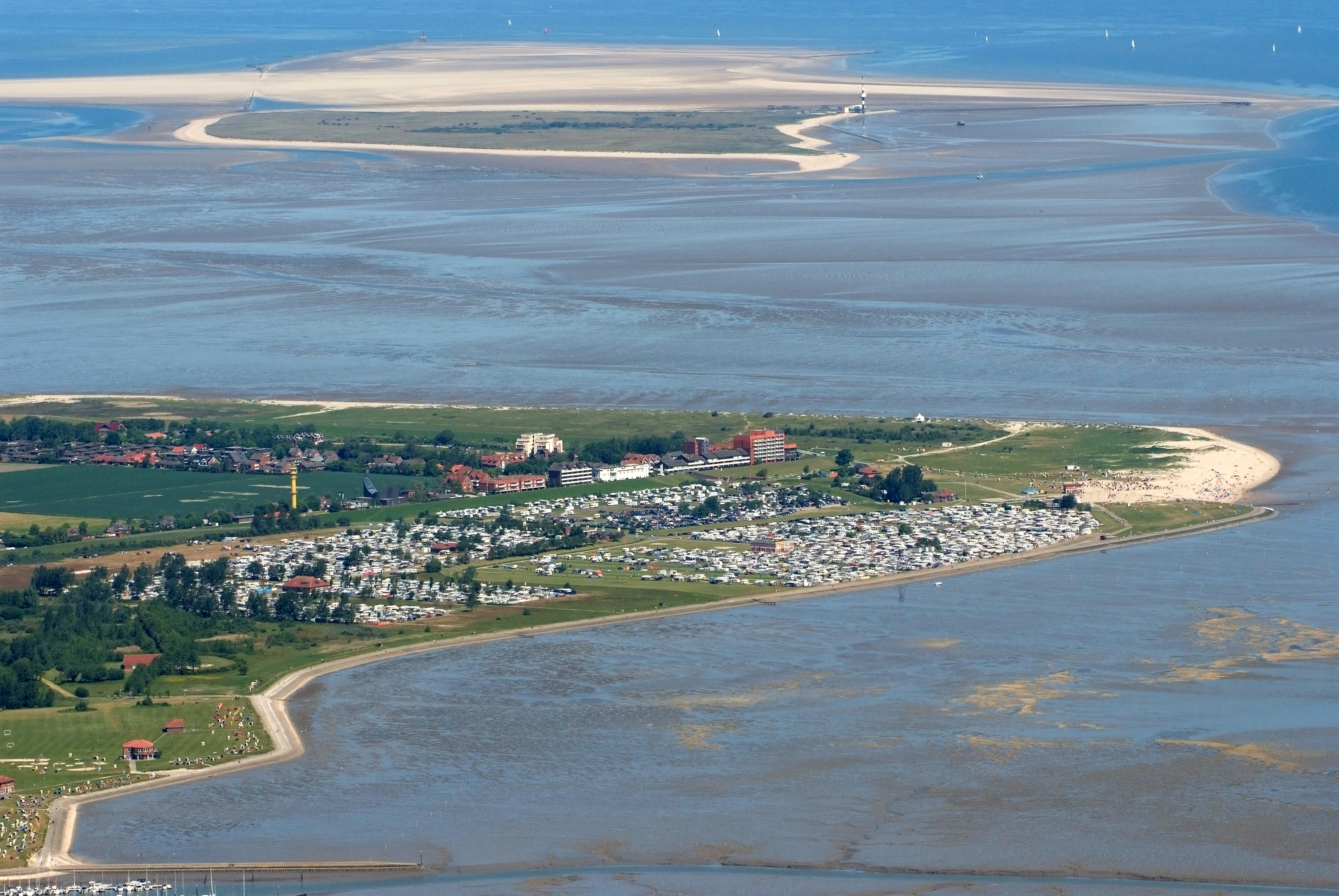
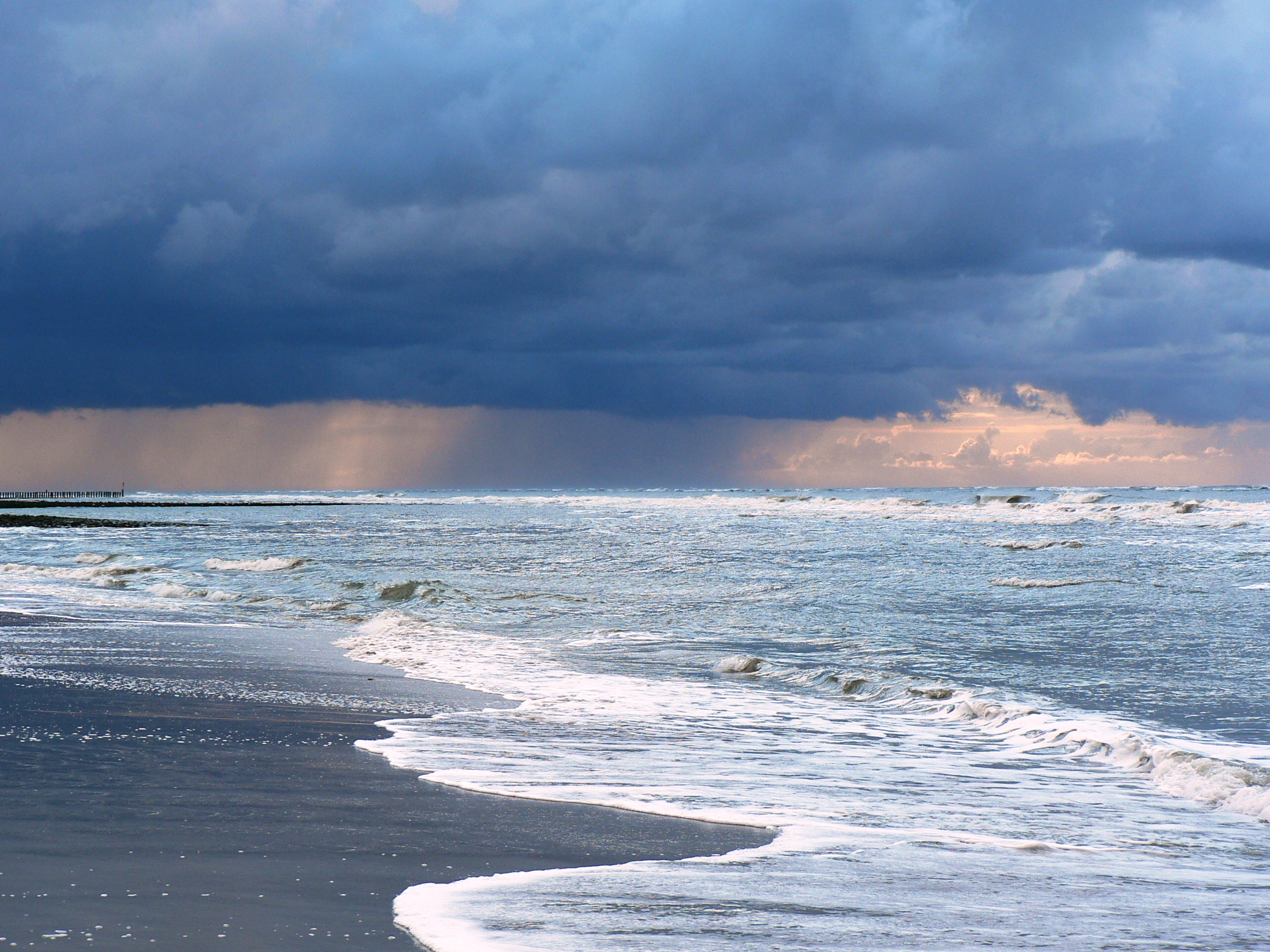
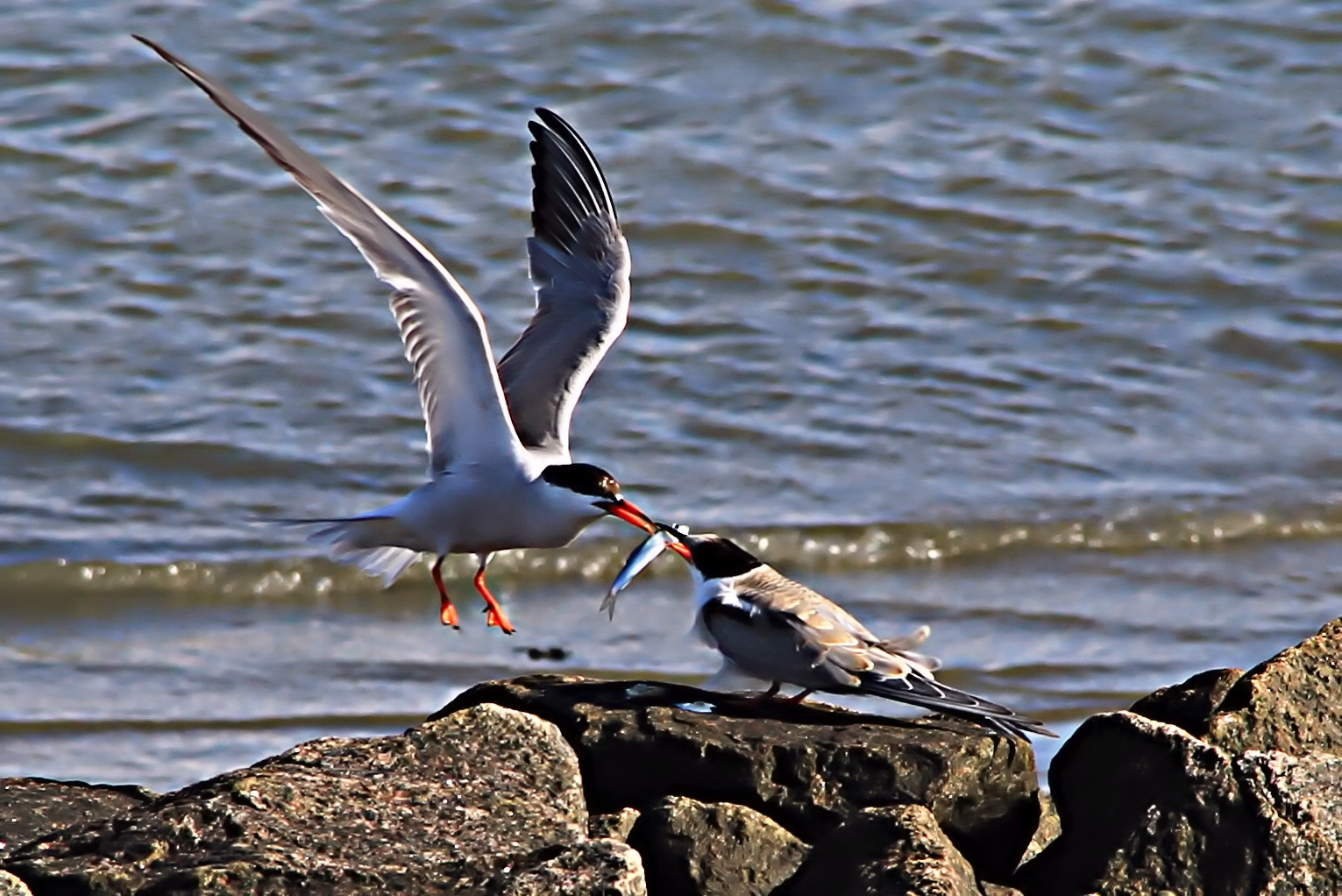
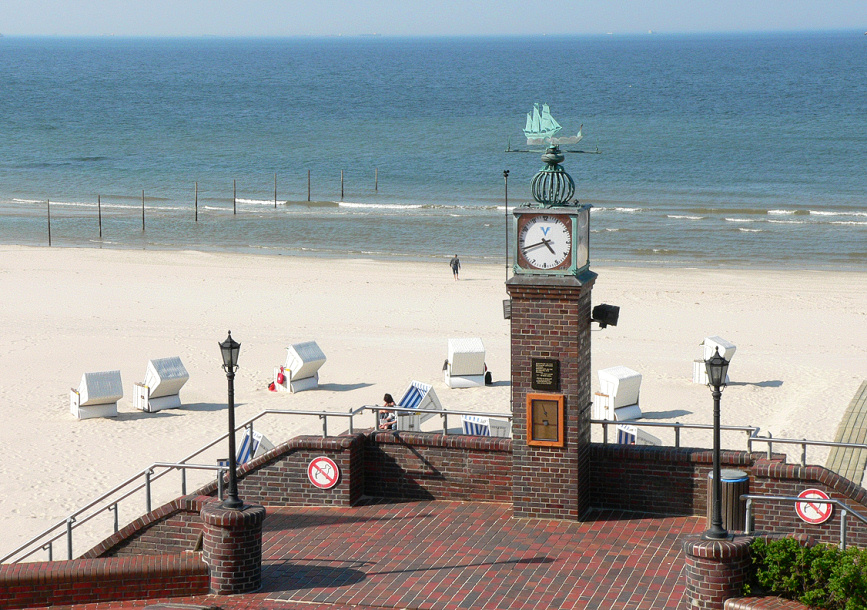
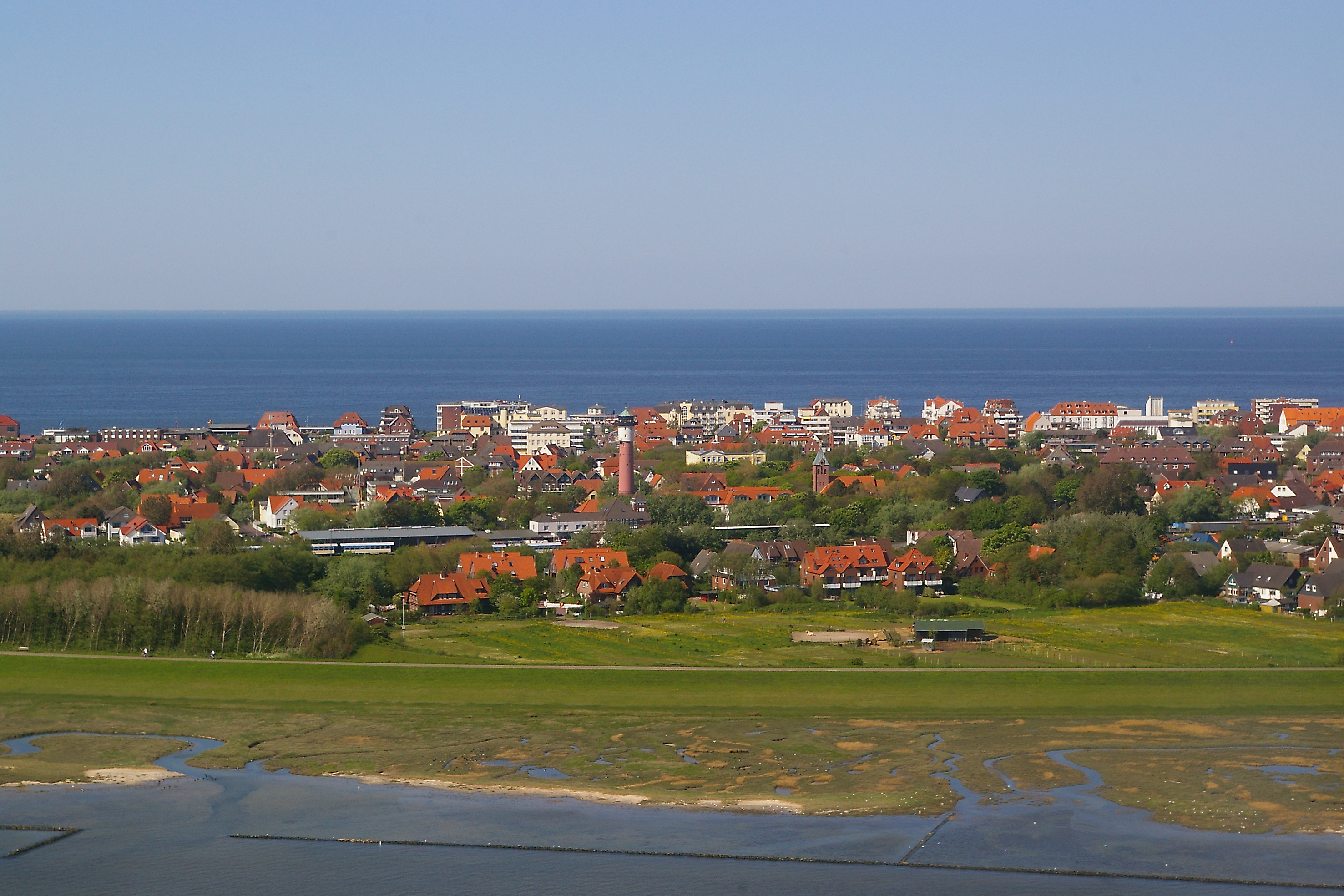